# Spookiz
Spookiz (kor. 스푸키즈) ist eine südkoreanische Computeranimationsserie. Die Kurzfilme sind mit CGI-Animationssoftware gerendert und nur mit Musik, Umgebungsgeräuschen und Lauten (z. B. Knurren, Seufzen) unterlegt. Hauptfiguren der Serie sind fünf Monsterschüler: Cula, Frankie, Kebi, KongKong und Zizi. In kurzen Geschichten wird erzählt wie sie miteinander auskommen.

## Figuren

### Cula
Cula ist ein Nachkomme einer königlichen Dracula-Familie. Er mag kaltblütig und böse erscheinen, aber er will anderen näher kommen und Freundschaften schließen. Er hat eine Zwangsstörung. Er und sein Kumpel KongKong übertreiben es oft.

### Frankie
Frankie ist ein bisschen langweilig und langsam, sein Appetit verwandelt ihn manchmal in ein Monster. Es wächst ein vierblättriges Kleeblatt auf seinem Kopf. Er ist einer der freundlichsten Mitglieder der Spookiz-Bande, aber sein Hunger bringt ihn manchmal in schlechte Stimmung.

### Kebi
Kebi ist ein Zyklop. Er ist eine freimütige Seele und ist nicht einer, der sich an Regeln oder Formalitäten hält. Er ist ständig energisch und sprudelnd und liebt es, Cula so weit es geht herauszufordern. Es ist eine freundliche Rivalität und sie sind beste Freunde.

### KongKong
KongKong ist ein Chinesischer Geist. Er ist am besten als „schwach zu den Starken und stark zu den Schwachen“ zu beschrieben. Er ist selbstbewusst trotz seiner geringen Körpergröße, und durch das Hören und Vertrauen in Cula fühlt er sich sicher und getröstet.

### Zizi
Zizi ist ein Zombie. Sie stinkt ein wenig aber merkt es nicht. Körperteile (vor allem ihr Kopf) fallen oft von ihr ab, sind aber leicht wiederherstellbar. Sie hat eine geheime Liebe für Cula und träumt davon, immer mit ihm zu sein. Sie ist unglaublich schüchtern deswegen, versucht es aber niemandem zu zeigen.

### Reaper Sam
Sam ist der Lehrer der Spookiz.

## Folgen
| Nr.       | Originaltitel                | Inhalt |
| --------- | ---------------------------- | --- |
| Staffel 1 |                              | |
| 1         | Welcome to Spookiz!          | Nach dem alle Menschen die Schule verlassen kommt Spookiz zu eigenem Monsterunterricht.                           |
| 2         | Wiggle Wiggle                | Bei Zizi wackelt ein Zahn. Seine Freunde kommen natürlich gern auch hier zu Hilfe.                                |
| 3         | Potty Party!                 | Besonders für ein Cula kann sich die schulische Toilette zu neuen Abenteuern entwickeln.                          |
| 4         | Lovestruck                   | Zizi mag Cula, sie ist sehr tollpatschig.                                                                         |
| 5         | Silent Battle!               | Cula und Kebi streiten wer am besten den Unterricht ignorieren kann.                                              |
| 6         | Bad Karma                    | Cula bereitet eine Falle für KongKong, es läuft natürlich nicht nach Plan.                                        |
| 7         | Step, Step, Freeze!          | Auch langsame Zizi kann bei diesem Spiel gewinnen.                                                                |
| 8         | I'm in Line                  | Frankie und das Warten auf etwas Leckeres – was kann dabei schief gehen?!                                         |
| 9         | Cula's Straw Gun             | |
| 10        | Pop Quiz                     | Auch in der Spookiz-Schule gibt es eine Prüfung. Wer wird sie wohl bestehen?!                                     |
| 11        | Kong Kong's Amulet           | Kong Kong kann unterschiedliche Gestalten annehmen. Es wird natürlich von seinen Freunden ein wenig ausgenutzt.   |
| 12        | Zizi's Cookies               | Spookiz backen Cookies. Cula wird von Zizis Kochkunst überrollt.                                                  |
| 13        | Teddy Bear Nightmare         | Kebis Lieblingskuscheltier hat einen Unfall. Cula und Kong Kong retten die Situation.                             |
| 14        | Not My Tomatoes              | Zizi will Culas Liebe mit Tomaten verkaufen. Der Weg ist aber lang, Zizi muss sich wehren.                        |
| 15        | Birthday Boy                 | Kebi hat ein Geburtstag, es scheint aber keiner zu merken.                                                        |
| 16        | All I Want From You          | Cula hat ein tolles Spielzeugauto in einer neuen Box. Kong Kong will es aber auch.                                |
| 17        | PE Class                     | Sportunterricht der Spookiz. Cula und Kong Kong können auch darüber sich etwas lustig machen.                     |
| 18        | Stomp!                       | Frankie will essen, Cula will spielen.                                                                            |
| 19        | There is NO Free Lunch!      | Frankie will immer noch essen. Spookiz versuchen eigene Vorräte zu schützen.                                      |
| 20        | Furious Kongkong             | KongKong lernt sich gegen Kebi zu verteidigen.                                                                    |
| 21        | Dangerous                    | Schon wieder geht Culas Toilettenbesuch schief. Er schafft aber sein Image zu bewahren, dank der Michael Jackson. |
| 22        | Jelly Rush!                  | Wer kommt zuerst der kriegt einen Fruchtgummi.                                                                    |
| 23        | Save The Enemy               | Cula will spielen Kebi ist aber deprimiert. Nun Cula muss seinen Freund erst in Stimmung bringen.                 |
| 24        | Fashion Battle!              | Wer ist cooler, Cula oder Kebi?                                                                                   |
| 125       | How to Steal his Heart       | Kebi lehrt Zizi wie man Cula verführt.                                                                            |
| 26        | Frankie Z                    | KongKong kann Frankie steuern um sich zu wehren. KongKongs Geschick und Frankies Kraft werden unbesiegbar.        |
| Staffel 2 |                              | |
| 201       | Spookiz's Day in School      | Spookiz machen Musik.                                                                                             |
| 202       | On My Way                    | Frankie kann seine Kraft nicht abschätzen. Seine Freunde suchen aus diesen Leiden ein Ausweg.                     |
| 203       | Genius Frankie!              | Bei Frankie ist eine Schraube locker. Was passiert wenn man die einspannt.                                        |
| 204       | The Vampire Detective Part 1 | Spookiz sind eingeschlafen. Cula und KongKong wachen bemalt auf. Cula muss diesen Vorfall untersuchen.            |
| 205       | The Vampire Detective Part 2 | |
| 206       | Swapped!                     | Durch ein Blitzschlag werden Körper von Zizi und Cula vertauscht.                                                 |
| 207       | Say Cheese                   | Cula kriegt eine Kamera und versucht ein Selfie mit dem Mond zu machen.                                           |
| 208       | Kongkong's Hat!              | KongKong ist stolz auf seinen Hut. Kebi hat es bemerkt und versucht daraus einen Spaß zu machen.                  |
| 209       | The Substitute Teacher       | Spookiz müssen aufräumen. Cula macht nur dann mit wenn der Lehrer ist da.                                         |
| 210       | I'm The Man                  | KongKong wird nicht ernst genommen. Nun muss er allen beweisen, dass er ein richtiger Mann ist.                   |
| 211       | Shake The Rim!               | Spookiz spielen Basketball.                                                                                       |
| 212       | A Night with Reaper Sam!     | Die Nachtwache hat ein Gebein vom Lehrer mitgenommen.                                                             |
| 214       | Don't Cross The Line         | Bei Spookiz ist eine Bastelstunde. Cula und Kebi kommen miteinander nicht zurecht.                                |
| 215       | Spookiz School Play 1        | Spookiz bereiten eine Vorführung im Schultheater vor.                                                             |
| 216       | Spookiz School Play 2        | |
| 217       | Rubik's Cube                 | Spookiz müssen Zauberwürfel lösen. Wer gewinnt, kriegt etwas leckeres.                                            |
| 218       | Pingpong                     | KongKong und Kebi spielen Tischtennis.                                                                            |
| 219       | Swing Jump Challenge!        | |
| 220       | Fly Me To The Moon           | Zizi mag den Mond. Kebi will ihn Zizi schenken.                                                                   |
| 221       | Zizi's Hair Tie              | Frankie hat die Haargummis von Zizi hinuntergeschluckt. Kebi versucht sie wieder zu holen.                        |
| 222       | Abracadabra                  | Kebi findet ein Zauberstab.                                                                                       |
| 223       | Who's There...               | |